# Justo Pastor Benítez
Justo Pastor Benítez Coronel (Asunción, 28 de mayo de 1895-6 de febrero de 1963) fue un escritor, periodista y político paraguayo.

## Infancia y juventud
El doctor Justo Pastor Benítez nació en Asunción el 28 de mayo de 1895 en el hogar formado por Pedro Benítez y Ramona Coronel.
En 1913 recibió el diploma de bachiller del Colegio Nacional de la Capital y el de doctor en Derecho en 1919.
A pesar de su ideología liberal, desde joven se adhirió a las discutidas ideas reivindicatorias de la figura de Francisco Solano López propiciadas por Juan E. O’Leary. No claudicó de esta posición, postura que le acarrearía críticas de sus correligionarios y otros grupos antilopistas.

## Vida política
A los 25 años de edad comenzó su agitada vida política en el Parlamento y en la prensa donde muy pronto adquirió prestigio por sus agudos dotes de polemista.
De vuelta al Paraguay, ocupó nuevamente una banca de diputado y en 1930 el gobierno del doctor José Patricio Guggiari lo designó Ministro de Justicia, Culto e Instrucción Pública.
En 1931 desempeñaba la cartera del Interior cuando ocurrieron los trágicos sucesos del 23 de octubre, hecho en el que fue involucrado por sus enemigos políticos.

## Guerra del Chaco
Estallada la guerra con Bolivia, el presidente Eusebio Ayala le confió la cartera de Relaciones Exteriores: en 1934, por discrepancias con el presidente Eusebio Ayala, fue designado ministro de Paraguay en Río de Janeiro, ciudad en la que encontraría refugio en la caída del gobierno liberal en 1936. En agosto de 1937, con el efímero retorno de los liberales, Benítez se reintegró como representante diplomático ante el gobierno de Brasil.
Durante el gobierno del doctor Félix Paiva, viajó a Bolivia como representante diplomático del Paraguay correspondiéndole participar en el restablecimiento de las relaciones con el gobierno boliviano tras la firma del tratado de paz, amistad y límites del 21 de julio de 1938.
En febrero de 1940 asumió la presidencia el general José Félix Estigarribia y Benítez fue nombrado ministro de Hacienda. 
Poco después se convirtió en artífice de la Carta Fundamental –la Constitución del 40– que impuso al país un régimen político en el que se percibían los influjos de los movimientos totalitarios de la época, como la clausura del parlamento, la persecución a los sindicatos y la suspensión de toda actividad partidaria. Esa grave responsabilidad sería sobrellevada por el doctor Benítez, distanciado de sus amigos y correligionarios, hasta el fin de sus días.
Decía Alfredo Seiferheld que quedó el estigma como la faceta más oscura del literato de prosa fácil y de sentir profundo.
Muerto Estigarribia en un accidente aéreo, Benítez conoció la prisión de Peña Hermosa y el exilio en el Brasil.

## Obras
Su obra literaria es rica y diversa:
- En 1910, con apenas quince años de edad, publicó La Causa Nacional
- En 1920, Ideario político
- En 1924, La Constitución de 1940
- En 1929, El Arzobispo en el Paraguay
- En 1932, Ensayo sobre el liberalismo paraguayo
- En 1934, Bajo el signo de Marte
- En 1935, Panorama de la literatura paraguaya
- En 1937, La vida solitaria del doctor José Gaspar de Francia, dictador del Paraguay.
- En 1943, Estigarribia, soldado del Chaco
- En 1947, El solar guaraní
- En 1949, Carlos Antonio López
- En 1955, El mirador de un exiliado y Formación Social del pueblo paraguayo
- En 1958, Genocidio Americano
- En 1961, Mancebos de la tierra

Existe un gran volumen de artículos periodísticos que demuestran su enorme ilustración y la fuerza de su carácter polémico y perspicaz.

## Legado y aportes a la cultura
Desde joven ejerció el periodismo. Se inició en El Liberal, órgano difusor de su partido y del cual será secretario de redacción y en El Diario, decano del periodismo de la época y del que será director. También colaborará con La Democracia y más tarde escribirá en El Radical.
En 1962, Benítez se hallaba en Asunción. Fue en el momento uno de los principales referentes de la inteligencia paraguaya. Su nombre aparece en la bibliografía internacional además de colaborador de enciclopedias y compilaciones diversas. 
Colaboró con diarios extranjeros: O Jornal, O Jornal do Comercio de Río de Janeiro y La Prensa y La Nación de Buenos Aires.
Fue vicepresidente del Instituto de Investigaciones Históricas del Paraguay; miembro de la Academia Paraguaya de la Historia; miembro de la Academia Paraguaya de la Lengua, de la Academia de Derecho Internacional Americano y miembro de diversas academias de historia del continente.
Fue nombrado Ciudadano Honorario de Río de Janeiro.
Su conducta honesta le permitió afrontar a sus detractores políticos, con la conciencia de haber llegado al fin de su vida con la misma humildad que lo distinguió en todas sus acciones públicas y privadas.

## Últimos años
Falleció en Asunción el 6 de febrero de 1963, a los 67 años de edad, veinticinco de los cuales había visto transcurrir en tierras extrañas.